# Piotr z Asche
Piotr z Asche (ur. 1530 w Asche w Belgii, zm. 9 lipca 1572 w Brielle w Holandii) – franciszkanin (OFM), zakrystian, furtian, kucharz, ogrodnik i kwestarz, męczennik chrześcijański, święty Kościoła katolickiego.
Mieszkał i pracował w klasztorze w Gorkum jako kucharz, furtian, ogrodnik i kwestarz. Razem z pozostałymi męczennikami był uwięziony przez kalwinistów i torturowany. Chciano na nim wymóc odstąpienie od wiary katolickiej. Został powieszony 9 lipca 1572. Ciało wrzucono do wykopanego obok miejsca kaźni dołu i zasypano. Ekshumacja miała miejsce w 1615. Relikwie przeniesiono do kościoła franciszkanów w Brukseli i zaczęto oddawać im cześć publiczną 22 czerwca 1616.
Piotr z Asche został beatyfikowany, razem z innymi zamordowanymi tego samego dnia, przez papieża Klemensa X w Rzymie 24 listopada 1675.
Kanonizacji dokonał Pius IX w uroczystość świętych Apostołów Piotra i Pawła 1867. Męczennicy z Gorkum, wśród nich św. Piotr z Asche, czczeni są w liturgii Kościoła katolickiego 9 lipca, przede wszystkim w kościołach i parafiach franciszkańskich.